# Dener Pinheiro
Dener Pinheiro (sinh ngày 12 tháng 4 năm 1995) là một cầu thủ bóng đá người Brasil.

## Sự nghiệp câu lạc bộ
Dener Pinheiro hiện đang chơi cho Fagiano Okayama.